# Protocobitis polylepis
Protocobitis polylepis är en fiskart som beskrevs av Zhu, Lü, Yang och Zhang 2008. Protocobitis polylepis ingår i släktet Protocobitis och familjen nissögefiskar. Inga underarter finns listade i Catalogue of Life.